# Labastide-d'Anjou

Labastide-d'Anjou este o comună în departamentul Aude din sudul Franței. În 1 ianuarie 2022 avea o populație de 1.261 de locuitori.